# Theodor Martens
Theodor Martens (* 26. August 1822 in Wismar; † 1. Oktober 1884 in Portici, Italien) war ein deutscher Architektur- und Landschaftsmaler.

## Leben
Theodor Martens war als Sohn des Wismarer Kaufmanns Johann Gottfried Martens bis 1862 ebenfalls als Kaufmann tätig. Erst im Alter von 40 Jahren begann er ein Kunststudium bei August Weber an der Akademie in Düsseldorf. Anschließend folgte ein Studienaufenthalt in Paris bei Émile Lambinet. 1874 erhielt er für sein Werk Weiden bei Wismar im Londoner Kristallpalast eine Silbermedaille. Nach Zwischenstationen in Hamburg und Wismar nahm er ab Januar 1879 in Schwerin seinen Wohnsitz. Im Winter 1882/83 verließ er Schwerin, um Italien zu bereisen. Nach Aufenthalten u. a. in Neapel verstarb Martens 1884 in Portici an Cholera. Beigesetzt wurde er auf dem Cholerafriedhof bei San Giovanni am Fuße des Vesuvs.
Martens zählt neben Carl Malchin zu den ersten reinen Landschaftsmalern in Mecklenburg. Er war besonders von den Werken der französischen Landschaftsmalerei (Paysage intime) von Barbizon und deren Vertretern Camille Corot, Virgilio Diaz und Charles Daubigny beeinflusst und malte hauptsächlich Landschaftsbilder und Architekturgemälde aus dem Mecklenburgischen. Das Staatliche Museum Schwerin (SMS) besitzt neun seiner Werke. Andreas Saemisch (* 16. Oktober 1849) fertigte 1880 von ihm ein Porträtbild in Lebensgröße an.

## Werke (Auswahl)

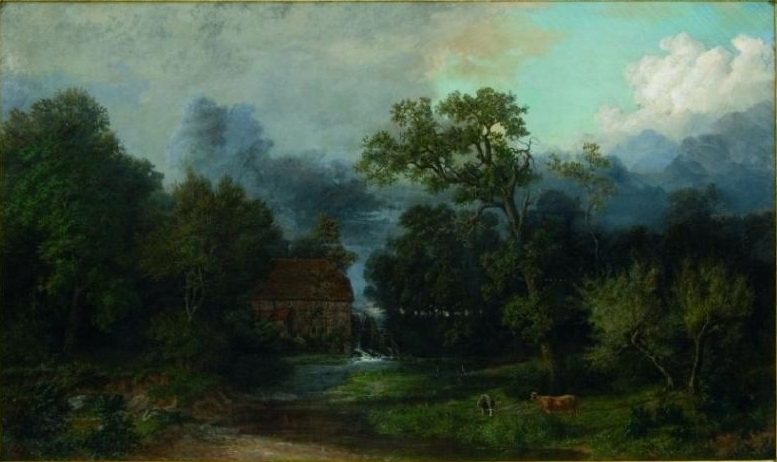
Theodor Martens:
Wassermühle in Mecklenburg

- Reddentin bei Wismar (1870), Berliner akademische Kunstausstellung 1870
- Weiden bei Wismar (1874)
- Wassermühle bei Wismar (1875), 78 × 108 cm[3]
- Dorf Mühlen-Eichsen bei Grevesmühlen in Mecklenburg (1879), 78 × 108 cm (Pendant zum Vorigen)
- Blick auf das Schweriner Schloss (1882)
- Fischerkaten am See
- Die Stoltera bei Warnemünde